# Supremo Tribunal da Serra Leoa
O Supremo Tribunal de Serra Leoa é o mais alto tribunal em Serra Leoa. Tem jurisdição final em todos os casos civis, criminais e constitucionais no país, e suas decisões não podem ser apeladas. O Supremo Tribunal tem o poder constitucional exclusivo de anular a decisão dos tribunais inferiores na jurisdição da Serra Leoa. O Supremo Tribunal, juntamente com o Tribunal de Apelações, o Supremo Tribunal de Justiça e os tribunais de magistrados formam o Poder Judiciário do Governo da Serra Leoa.
O Supremo Tribunal da Serra Leoa é composto por juízes do Supremo Tribunal. Os juízes são nomeados pelo presidente da Serra Leoa e devem ser confirmados pelo Parlamento da Serra Leoa por pelo menos 60% dos votos para que possam tomar posse neste cargo. A Corte é formada por cinco juízes, com provisão de sete juízes.
O Supremo Tribunal da Sera Leoa está sediado no edifício conhecido Law Court, cuja localização se dá na Siaka Stevens Street, no distrito comercial central, no centro de Freetown, capital do país. O presidente do tribunal possui a nomenclatura de "Chefe de Justiça", sendo que, atualmente, o posto é ocupado por Desmond Babatunde Edwards, desde 2018.
Como órgão máximo do Poder Judiciário em Serra Leoa, o Supremo Tribunal de Serra Leoa detém a competência exclusiva para julgamento dos casos civis, criminais e constitucionais. Em que pese a respectiva competência, o aludido tribunal não é legalmente habilitado para o julgamento dos casos civis, criminais e constitucionais referentes às graves violações aos direitos humanos e às leis internacionais ocorridos na Serra Leoa, especialmente aqueles ocorridos entre 30 de novembro de 1996 e a Guerra Civil da Serra Leoa, findada em 2002. Para o julgamento destes casos, a competência é exclusiva do Tribunal Especial para a Serra Leoa, também conhecido como o Tribunal Especial, um órgão jurídico criado pelo governo da Serra Leoa e coordenado pela Organização das Nações Unidas (ONU).

## Composição atual
| Nome                        | Data de posse          | Notas            |
| --------------------------- | ---------------------- | ---------------- |
| Desmond Babatunde Edwards   | 19 de dezembro de 2018 | Chefe de Justiça |
| Vivian Margaret Solomon     | 19 de dezembro de 2014 |                  |
| Patrick Omolade Hamilton    |                        |                  |
| Nicholas Colin Browne-Marke | 19 de dezembro de 2014 |                  |
| Emmanuel Ekundayo Robert    | 19 de dezembro de 2014 |                  |

## Chefes de Justiça
- Desmond Babatunde Edwards (19 de dezembro de 2018 - atual)
- Abdulai Hamid Charm (11 de janeiro de 2016 – 19 de dezembro de 2018)
- Valesius Thomas (2015) (acting)
- Umu Hawa Tejan-Jalloh (25 de janeiro de 2008–2015)
- Ade Renner Thomas (2005-2008)[6][7]
- Abdulai Timbo (2002–2004)[8][9]
- Desmond Luke (1998-2002)
- Samuel Beccles Davies (1993-1998)
- Sheku Fomba Kutubu  (1987-1993)
- Eben Livesey Luke (1978-1985)
- Christopher Okoro Cole (1970-1978)
- Banja Tejan-Sie (1967-1968)
- Gershon Collier (1967)
- Sir Samuel Bankole Jones (1963-1965)
- Sir Salako Benka-Coker (1960-)
- Sir Vahe Robert Bairamian (1957–1959)[10][11]
- Sir Paget John Bourke (1955–1957)[12]
- Sir Allan Chalmers Smith (1951–1955)
- Sir John Alfred Lucie Smith (c.1949)
- Sir George Graham Paul (1939-1945)
- Ambrose Henry Webb (1937-1939)[13]
- Sir Arthur Frederick Clarence Webber (1933-1937)
- Sir Mervyn Lawrence Tew (1929-c.1932) [14]
- Sir Gilbert Kenelm Treffry Purcell (1911-1929)[15]
- Philip Crampton Smyly (1901-1911)
- George Stallard (1897-1901)
- Edward Bruce Hindle (1895-1897)
- Sir William Hollingworth Quayle Jones (1887-1895)
- Sir. Samuel Lewis (1882-1884) (acting)
- Francis F. Pinkett (1881, 1882-1887)[16]
- Sir William Warren Streeten (1880-1881)

- Horatio James Huggins (1876-1880)
- George French (1867-1875)
- John Charles Carr (1841-1865)[17]
- Logan Hook (1841)
- Owen Flintoff (1840-1841)
- Robert Rankin (1833-1839)[18]
- Sir John William Jeffcott (1830-1833)
- George Rendall (1829-1830)[19]
- John William Bannister (1828–1829)[20]
- Joseph Reffell (1827)
- Daniel Malloy Hamilton (1824-1826)
- Kenneth Macaulay (1824) (acting)
- Edward Fitzgerald (1817-1823)
- Dr. Robert Hogan (1816-1817)
- Robert Thorpe (1808-1815)